# 切爾尼希 (卡尼夫區)
49°51′29″N 31°18′52″E / 49.85806°N 31.31444°E
切爾尼希（烏克蘭語：Черниші）是位於烏克蘭中部的村莊，由切爾卡瑟州切爾卡瑟區的博布里齊亞市鎮負責管轄。該村始建於十八世紀，面積1.34平方公里，海拔高度149米，2009年人口180，人口密度每平方公里134.2人。